# Moldowska-Straße
Die Moldowska-Straße (ukrainisch Молдовська вулиця, russisch Молдовская улица Moldowskaja uliza, wiss. Transliteration Moldovskaja ulica) ist eine mehrfach unterbrochene Straße in der ukrainischen Hauptstadt Kiew. Die Straße liegt im Ortsteil Schuljawka im Rajon Schewtschenko nördlich des Kiewer Zoos und verband ursprünglich Gegend um das Lukjaniwska-Gefängnis mit dem Rundweg, der heutigen Alexander-Dowtschenko-Straße. Sie quert dabei die Mitrofan Downar-Sapolski-Straße und die Soologitscheskaja-Straße. Benannt ist sie nach dem russischen bzw. ukrainischen Name der Region Moldau, die von 1861 bis 1992 Teil des Russischen Kaiserreiches bzw. der Sowjetunion war.

## Geschichte
Die Straße wurde in den 1940er und 1950er Jahren im Rahmen der Erweiterung des Kiewer Stadtgebietes angelegt. Zunächst als 866. Neue Straße bezeichnet, erhielt sie ihren heutigen Namen im Jahr 1953. Zunächst als Moldawskaja-Straße bezeichnet, wurde der Name 2018 an die ukrainische Sprache angepasst.
Auf alten Stadtplänen liegt an dieser Stelle die Gefängnisstraße (Тюремная улица), die in west-östlicher Richtung die Schitomierer Chaussee mit dem Lukjaniwska-Gefängnis verband. Diese Straße wurde jedoch niemals gebaut.
Aufgrund der Stadtentwicklung ist die Straße mittlerweile geteilt. Der westliche Teil beginnt an der Alexander-Dowtschenko-Straße, verläuft knapp 200 m in Richtung Osten, knickt dann nach Süden ab und endet nach ungefähr 100 m in einem Rondell an der nordwestlichen Ecke des Puschkin-Parks. Der mittlere Abschnitt beginnt wenige Meter westlich der Soologitscheskaja-Straße als Sackgasse, quert diese Straße, verläuft nördlich des Zoos und endet dort wiederum als Sackgasse. Dabei befand sich zu Zeiten der Sowjetunion der östliche Teil dieses Abschnittes innerhalb einer militärischen Einrichtung und war für die Öffentlichkeit nicht zugänglich. Die Entfernung zwischen den beiden Abschnitten beträgt ungefähr 800 m. Der östliche Abschnitt beginnt an der Mitrofan Downar-Sapolski-Straße, verläuft 200 m nach Osten und endet südlich des Lukjaniwska-Gefängnisses.

Charakteristisch sind die Wohngebäude des Typs 1-328 aus den 1970er Jahren.

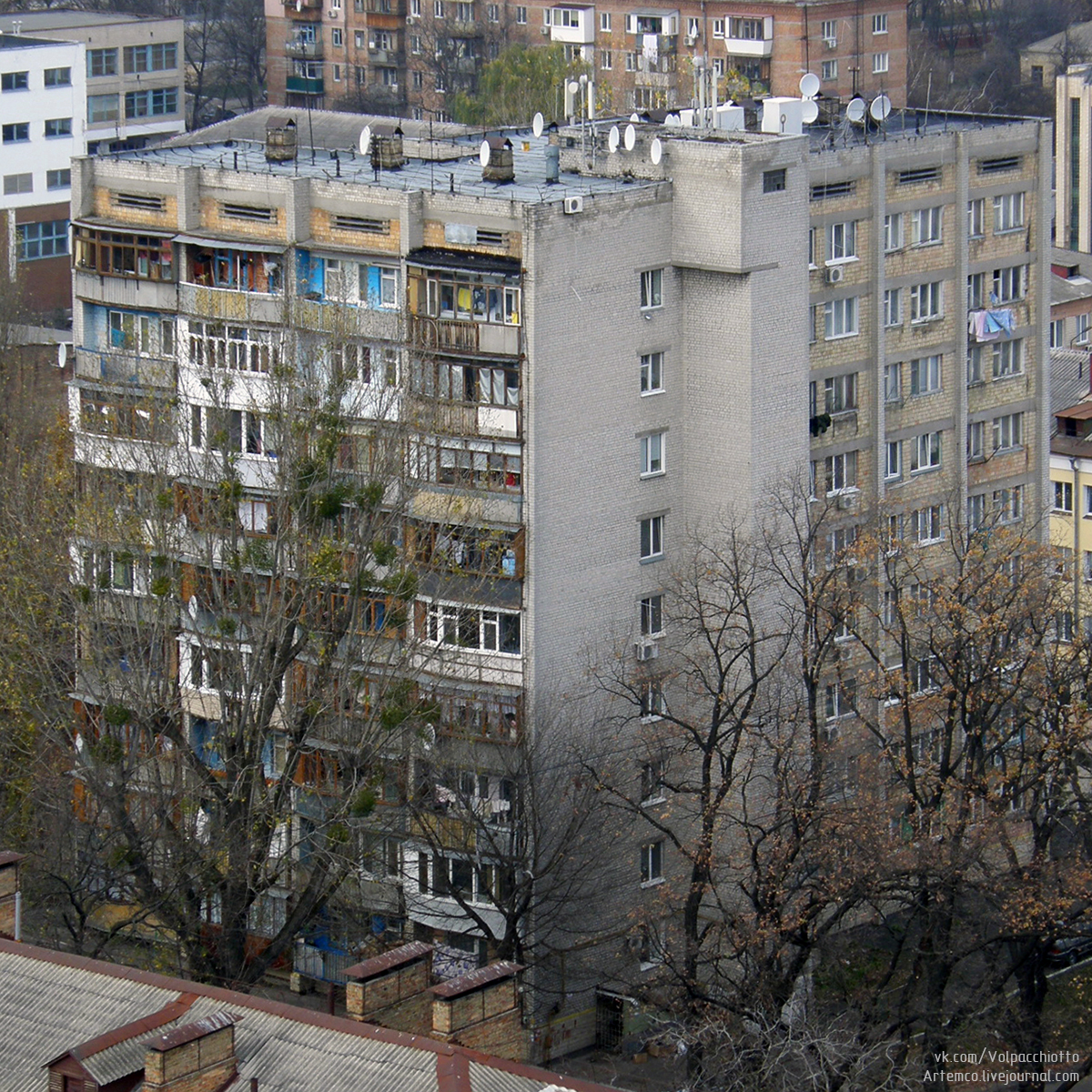
Wohngebäude des Projekts 1-318-35/66, Moldowska-Straße Nr. 8a

## Institutionen
Am westlichen Abschnitt der Straße befindet sich ein Feuerwehrdepot des staatlichen Notdienstes der Ukraine (Nr. 3a) und Bürogebäude.
Am mittleren Abschnitt liegen
- die Fakultät für Sozialmedizin und Volksgesundheit der Medizinischen Universität
- die Fakultät für chirurgische Zahnmedizin und Kiefer-Gesichtschirurgie der Medizinischen Universität
- die Sportanlagen der Medizinischen Universität
- das Zentrum für allergische Erkrankungen der oberen Atemwege
- das städtische Medizinische Zentrum für Hör- und Sprachstörungen

Außerdem lag an diesem Abschnitt die 5. Fakultät der Kiewer Fla-Raketentechnischen Hochschule der Truppenluftabwehr "S. M. Kirow" (Truppenteil 92653).
Am östlichen Abschnitt befindet sich das Hauptmedizinische Zentrum des Innenministeriums der Ukraine.